# Robert Kołakowski
Robert Jerzy Kołakowski (ur. 15 marca 1963 w Ciechanowie) – polski polityk, historyk i muzealnik, poseł na Sejm V, VI, VII i VIII kadencji.

## Życiorys
Ukończył studia na Wydziale Historii Wyższej Szkoły Humanistycznej w Pułtusku. Był przewodnikiem w Muzeum Romantyzmu w Opinogórze, redagował ciechanowskie czasopisma, następnie kierował ciechanowską delegaturą urzędu marszałkowskiego. Został wiceprezesem oddziału północno-mazowieckiego PTL.
Z listy Prawa i Sprawiedliwości w wyborach parlamentarnych w 2001 bez powodzenia kandydował do Sejmu, a w wyborach w 2005 został wybrany na posła V kadencji w okręgu płockim. W wyborach parlamentarnych w 2007 po raz drugi uzyskał mandat poselski, otrzymując 9213 głosów. W wyborach do Sejmu w 2011 z powodzeniem ubiegał się o reelekcję, dostał 9314 głosów. W 2015 został ponownie wybrany do Sejmu, otrzymując 10 960 głosów. W wyborach w 2019 nie uzyskał poselskiej reelekcji. W 2019 został wicedyrektorem Muzeum Szlachty Mazowieckiej w Ciechanowie; pełnił obowiązki dyrektora, a w 2022 wygrał konkurs na stanowisko dyrektora tej placówki.